# شهرستان اونانداگا (نیویورک)
شهرستان اونانداگا (به انگلیسی: Onondaga County) واقع در ایالت نیویورک است. جمعیت این شهرستان بر اساس سرشماری سال ۲۰۱۰ آمریکا ۴۶۷۰۲۶ نفر گزارش شده‌است. مرکز شهرستان اونانداگا شهر سیراکیوز است.این شهرستان در سال ۱۷۹۴ بنیانگذاری شده‌است.